# Torrubia del Castillo
Torrubia del Castillo è un comune spagnolo di 37 abitanti situato nella comunità autonoma di Castiglia-La Mancia.